# Quincampoix
Quincampoix és un municipi francès situat al departament del Sena Marítim i a la regió de Normandia. L'any 2011 tenia 3.023 habitants.

## Demografia

### Població
| Evolució de la població |      |      |      |      |      |      |      |      |
| 1793                    | 1800 | 1806 | 1821 | 1831 | 1836 | 1841 | 1846 | 1851 |
| 846                     | 890  | 865  | 924  | 1053 | 1020 | 1033 | 1070 | 980  |

| 1856 | 1861 | 1866 | 1872 | 1876 | 1881 | 1886 | 1891 | 1896 |
| ---- | ---- | ---- | ---- | ---- | ---- | ---- | ---- | ---- |
| 978  | 962  | 1135 | 944  | 926  | 849  | 886  | 848  | 810  |

| 1901 | 1906 | 1911 | 1921 | 1926 | 1931 | 1936 | 1946 | 1954 |
| ---- | ---- | ---- | ---- | ---- | ---- | ---- | ---- | ---- |
| 849  | 751  | 802  | 778  | 821  | 858  | 855  | 899  | 948  |

| 1962 | 1968 | 1975 | 1982 | 1990 | 1999 | 2006 | 2011 | 2016 |
| ---- | ---- | ---- | ---- | ---- | ---- | ---- | ---- | ---- |
| 969  | 1022 | 1242 | 1676 | 2107 | 2690 | 3090 | 3023 | -    |

| 2019 | - | - | - | - | - | - | - | - |
| ---- | - | - | - | - | - | - | - | - |
| -    | - | - | - | - | - | - | - | - |

El 2007 la població de fet de Quincampoix era de 3.146 persones. Hi havia 1.105 famílies de les quals 172 eren unipersonals (49 homes vivint sols i 123 dones vivint soles), 335 parelles sense fills, 549 parelles amb fills i 49 famílies monoparentals amb fills.
La població ha evolucionat segons el següent gràfic:
Habitants censats

### Habitatges
El 2007 hi havia 1.139 habitatges, 1.103 eren l'habitatge principal de la família, 1 era una segona residència i 35 estaven desocupats. 1.071 eren cases i 15 eren apartaments. Dels 1.103 habitatges principals, 922 estaven ocupats pels seus propietaris, 161 estaven llogats i ocupats pels llogaters i 19 estaven cedits a títol gratuït; 47 tenien una cambra, 15 en tenien dues, 77 en tenien tres, 197 en tenien quatre i 767 en tenien cinc o més. 915 habitatges disposaven pel capbaix d'una plaça de pàrquing. A 353 habitatges hi havia un automòbil i a 672 n'hi havia dos o més.

### Piràmide de població
La piràmide de població per edats i sexe el 2009 era:
| Homes | Edats   | Dones |
| ----- | ------- | ----- |
| 0     | 95 o +  | 0     |
| 4     | 90 a 94 | 8     |
| 12    | 85 a 89 | 16    |
| 16    | 80 a 84 | 20    |
| 24    | 75 a 79 | 28    |
| 28    | 70 a 74 | 36    |
| 20    | 65 a 69 | 36    |
| 72    | 60 a 64 | 68    |
| 68    | 55 a 59 | 68    |
| 100   | 50 a 54 | 80    |
| 124   | 45 a 49 | 140   |
| 132   | 40 a 44 | 124   |
| 116   | 35 a 39 | 136   |
| 80    | 30 a 34 | 80    |
| 32    | 25 a 29 | 36    |
| 80    | 20 a 24 | 48    |
| 108   | 15 a 19 | 96    |
| 136   | 10 a 14 | 144   |
| 100   | 5 a 9   | 116   |
| 60    | 0 a 4   | 108   |

## Economia
El 2007 la població en edat de treballar era de 2.064 persones, 1.533 eren actives i 531 eren inactives. De les 1.533 persones actives 1.469 estaven ocupades (761 homes i 708 dones) i 66 estaven aturades (30 homes i 36 dones). De les 531 persones inactives 165 estaven jubilades, 268 estaven estudiant i 98 estaven classificades com a «altres inactius».

### Ingressos
El 2009 a Quincampoix hi havia 1.094 unitats fiscals que integraven 3.125,5 persones, la mediana anual d'ingressos fiscals per persona era de 24.830 €.

### Activitats econòmiques
Dels 146 establiments que hi havia el 2007, 2 eren d'empreses extractives, 1 d'una empresa alimentària, 5 d'empreses de fabricació d'altres productes industrials, 29 d'empreses de construcció, 22 d'empreses de comerç i reparació d'automòbils, 11 d'empreses de transport, 4 d'empreses d'hostatgeria i restauració, 3 d'empreses d'informació i comunicació, 11 d'empreses financeres, 11 d'empreses immobiliàries, 25 d'empreses de serveis, 14 d'entitats de l'administració pública i 8 d'empreses classificades com a «altres activitats de serveis».
Dels 46 establiments de servei als particulars que hi havia el 2009, 1 era una gendarmeria, 1 oficina de correu, 2 oficines bancàries, 1 funerària, 3 tallers de reparació d'automòbils i de material agrícola, 2 paletes, 4 guixaires pintors, 7 fusteries, 7 lampisteries, 4 electricistes, 2 empreses de construcció, 3 perruqueries, 3 restaurants, 4 agències immobiliàries, 1 tintoreria i 1 saló de bellesa.
Dels 7 establiments comercials que hi havia el 2009, 1 era una gran superfície de material de bricolatge, 1 una botiga de menys de 120 m², 1 una fleca, 1 una sabateria, 1 una botiga de mobles, 1 una perfumeria i 1 una joieria.
L'any 2000 a Quincampoix hi havia 23 explotacions agrícoles que ocupaven un total de 1.184 hectàrees.

## Equipaments sanitaris i escolars
El 2009 hi havia 1 farmàcia i 2 ambulàncies.
El 2009 hi havia 1 escola maternal i 1 escola elemental.

## Poblacions més properes
El següent diagrama mostra les poblacions més properes.